# Archanara guttans
Archanara guttans är en fjärilsart som beskrevs av Jacob Hübner 1818. Archanara guttans ingår i släktet Archanara och familjen nattflyn. Inga underarter finns listade i Catalogue of Life.